# Gerundivum
Het gerundivum (meervoud 'gerundiva') is een grammaticale constructie die vooral in het Latijn gebruikt wordt. Het gerundivum is een verbaaladjectief. Dit wil zeggen dat het bijvoeglijk wordt verbogen (volgens 'bonus, -a, -um') en wordt vertaald met 'moeten/kunnen worden ...' of als het negatief is met 'niet mogen/kunnen worden ...'.
Een beroemd voorbeeld van het gerundivum is het woord delendam in de uitspraak van de Romeinse senator Cato: "Ceterum censeo Carthaginem esse delendam" ("Overigens ben ik van mening dat Carthago vernietigd moet worden"). Een ander bekend voorbeeld is een citaat van Horatius, vaak nog gebruikt als oproep tot het borreluur: "Nunc est bibendum" ("Nu moet er gedronken worden", "Nu is het tijd om te drinken").
Een aantal Nederlandse woorden zijn van oorsprong Latijnse gerundiva. Voorbeelden hiervan zijn agenda, promovendus, doctorandus, propaganda, legenda, legende, examinandus, addendum en corrigendum. Ook de eigennamen Amanda en Miranda zijn gerundiva.

## Vorming
Het gerundivum wordt gevormd op basis van het participium praesentis activi. De laatste letter van de stam van het participium praesentis wordt vervangen door een d en daaraan worden de uitgangen van bonus, -a, -um toegevoegd.
Voorbeelden:
- amare → amant-is → amand → amand-us, -a, -um
- tegĕre → tegent-is → tegend → tegend-us, -a, -um

### Opmerkingen
- In het oude (en archaïserende) Latijn werd het gerundivum van de werkwoorden op -ĕre en -ire gevormd met -undus, -unda, -undum.

In ambtelijke en juridische taal, zoals in wetteksten en in de titulatuur van magistraten, bleef deze karakteristieke uitgang bewaard (bijv. repetundis, faciundis, dicundo, feriundo).
- Het gerundivum van ire is, ook in het klassiek Latijn eundus, -a, -um.

## Betekenis en gebruik
Het gerundivum heeft altijd passieve betekenis, en de meest letterlijke vertaling is "moetende (ge-)... worden" ["die moet (ge-)... worden"]. Voorbeelden:
- amandus = "moetende bemind worden" en vandaar vrijer "te beminnen", "beminnelijk"
- timendus = "moetende gevreesd worden" en vandaar vrijer "te vrezen", "geducht"
- agendus = "moetende (uit)gevoerd worden" en vandaar vrijer "uit te voeren", "die moet uitgevoerd worden"

Het gerundivum kan op drie verschillende manieren gebruikt worden:

### Zelfstandig
Het gerundium staat op zichzelf en wordt vertaald met "(iemand / iets) die / dat (ge-)... moet worden". Voorbeelden:
- corrigendum = "wat dient verbeterd te worden"
- addendum = "wat dient toegevoegd te worden"
- agenda = "dingen die uitgevoerd moeten worden"

### Bijvoeglijk
Het gerundivum staat bijvoeglijk bij een zelfstandig naamwoord en we vertalen met "te <werkwoord> <substantief>". Voorbeelden:
- timendus hostis = "een te vrezen vijand" → "een geduchte vijand"
- laudanda virtus = "een te bewonderen dapperheid" → "een bewonderenswaardige dapperheid"
- horrendum bellum = "een oorlog waarvoor gehuiverd moet worden" → "een huiveringwekkende oorlog"

### Gerundivum necessitatis
Het gerundivum necessitatis staat als naamwoordelijk gezegde bij esse en we vertalen met "... moet(en) (ge-)... worden". De handelende persoon staat in de vorm van een dativus auctoris. Voorbeelden:
- Nunc est bibendum (Horatius) = "Nu moet er gedronken worden"
- Vobis abeundum non est! = = "Jullie mogen niet weggaan" (letterlijk: "Door jullie is niet weg te gaan")
- Colenda iuveni est virtus (Cicero) = "Jonge mensen moeten de deugd in ere houden" (letterlijker: "Het is aan een jongeling de deugd in ere te houden")